# Municipio de Rovohl
El municipio de Rovohl (en inglés, Rovohl Township) es un municipio del condado de Thomas, Kansas, Estados Unidos. Tiene una población estimada, a mediados de 2022, de 125 habitantes.
Abarca una zona exclusivamente rural.

## Geografía
Está ubicado en las coordenadas 39°30′12″N 101°4′1″O / 39.50333, -101.06694. Según la Oficina del Censo de los Estados Unidos, tiene una superficie total de 277.58 km², de la cual 277.57 km² corresponden a tierra firme y 0.01 km² están cubiertos de agua.

## Demografía
Según el censo de 2020, en ese momento había 129 personas residiendo en la zona. La densidad de población era de 0.46 hab./km². El 96.9 % de los habitantes eran blancos el 0.8 % era de otra raza y el 2.3 % eran de una mezcla de razas. Del total de la población, el 1.6 % eran hispanos o latinos de cualquier raza.